# John Stalker
John Stalker (14 de abril de 1939 – 15 de fevereiro de 2019) foi um policial britânico que atuou como Vice-Chefe de Polícia, da Polícia de Greater Manchester. Ele liderou a Investigação Stalker, que investigou o tiroteio de supostos membros do Exército Republicano Irlandês Provisório em 1982. Ele também teve uma carreira na televisão e literatura.

## Carreira
Stalker nasceu no distrito de Miles Platting, em Manchester, frequentou a Chadderton Grammar School e ingressou na Polícia de Manchester como cadete em 1956. Em 1961, ele ingressou na equipe de Investigação Criminal (CID) e foi promovido aos cargos de Sargento Detetive (1964), Inspetor Detetive (1968) e Inspetor-Chefe Detetive (1974). Aos 38 anos, ele se tornou o mais jovem Superintendente-Chefe Detetive da Grã-Bretanha (1978). Em 1979, ele frequentou o Curso de Comando Sênior no Colégio de Empregados de Polícia de Bramshill. Em 1980, foi nomeado Vice-Chefe de Polícia da Polícia de Greater Manchester. 
Como graduado do Royal College of Defence Studies, ele viajou pelo mundo estudando o terrorismo e o crime sob uma perspectiva internacional. Durante sua carreira, ele atuou na Equipe de Crimes Graves, na Equipe de Desativação de Bombas e na Equipe de Drogas. Ele também passou um curto período como consultor do Millwall F.C., aconselhando sobre métodos para conter o bem documentado problema de hooliganismo.

## Aposentadoria
Após sua aposentadoria, Stalker atuou no desenvolvimento de novas carreiras, tanto na mídia quanto na indústria. Ele era diretor de uma grande empresa de segurança nacional e dirigia seu próprio grupo de consultoria e assessoria. Ele ministrou seminários sobre questões motivacionais sendo ativo no circuito de palestras após o jantar. Stalker escrevia frequentemente para os jornais Daily Telegraph e Sunday Times, entre outros.

## Televisão

### Carreira artística
Por seis anos, ele foi o apresentador do programa de TV da Central Television, Crime Stalker, e mais tarde apresentou o Inside Crime na Carlton TV. Ele apresentou o programa de TV Carlton The Verdict, que durou 26 episódios. Ele também foi membro de um painel consultivo de Governadores da BBC.

## Vida pessoal

### Morte
Stalker morreu em 15 de fevereiro de 2019, aos 79 anos. Sua esposa, Stella, faleceu antes do marido por quatorze meses.
Ele deixou duas filhas, seis netos e dois bisnetos.